# ویکی‌سفر اوکراینی
ویکی‌سفر اوکراینی نسخهٔ زبان اوکراینی وب‌گاه ویکی‌سفر است؛ که در تاریخ ۲۱ مارس ۲۰۱۳ ایجاد گردید.

## تاریخچه
نسخه زبان اوکراینی ویکی‌سفر هم اکنون، با بیش از ۶۰۴ راهنمای سفر، در ردهٔ هفدهم و آخر ویکی‌سفرها قرار دارد.